# Таэнга

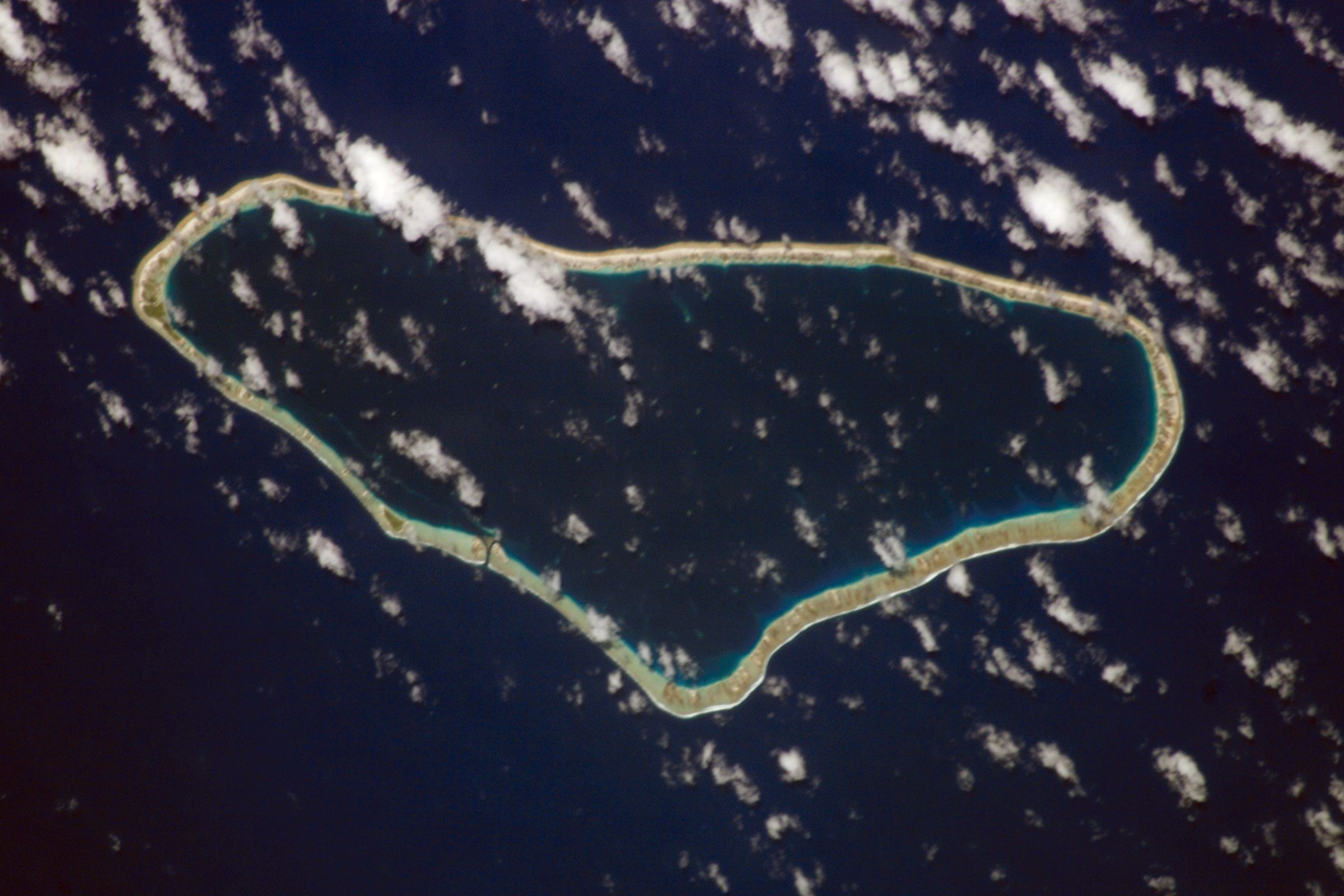
Космический снимок атолла.

Таэнга (фр. Taenga) — атолл в архипелаге Туамоту (Французская Полинезия). Расположен в 670 км к северо-востоку от острова Таити.

## География
Таэнга представляет собой атолл, в центре которого расположена крупная лагуна, в одном месте соединённая с океаническими водами.

## История
Таэнга был открыт в 1803 году англичанином Джоном Байерсом. Историческое название острова — Холт. Первая русская антарктическая экспедиция назвала остров в честь А. П. Ермолова.

## Административное деление
Административно входит в состав коммуны Макемо.

## Население
В 2007 году численность населения атолла составляла 96 человек. Главное поселение — деревня Хенупареа.

## Экономика
Основное занятие жителей — вылов чёрного жемчуга. На острове почти полностью отсутствует инфраструктура.